# David Vržogić
David Vržogić (ur. 10 sierpnia 1989 w Wuppertalu) – niemiecki piłkarz występujący w SV Meppen. Posiada także obywatelstwo serbskie.

## Kariera
Zaczynał od gry w rodzinnym Wuppertalu, gdzie występował do 1998 roku. Trenował tam pod okiem ojca. Wtedy też trafił do młodzieżowych drużyn Borussii Dortmund. W drużynach juniorskich zagrał w 55 spotkaniach i zdobył 10 bramek. Następnie przeszedł do występującego w Regionallidze zespołu amatorskiego Borussii. W sezonie 2006/2007 zagrał w 14 meczach tejże drużyny i dostał powołanie do gry w pierwszej drużynie Borussii. Jednakże kontuzja, której doznał, wyeliminowała go z gry na ponad pół roku. Po okresie rehabilitacji powrócił do treningów z pierwszą drużyną klubu z Westfalenstadion. W jej barwach nie rozegrał jednak żadnego spotkania. Do 2010 roku występował w rezerwach Borussii, a potem grał w trzecioligowych zespołach Rot-Weiß Ahlen, Bayern Monachium II, Dynamo Drezno, Alemannia Aachen oraz SV Meppen.
Zdobył mistrzostwo Europy rocznika u-17, występując w 16 meczach reprezentacji Niemiec (u-17).